# 松香芹酮
松香芹酮是一种类萜，属于桥环环酮，化学式为C10H14O。它是蓝桉精油中的重要成分，也存在于其它桉树物种的精油中。它可由β-蒎烯经二氧化硒或有机亚硒酸氧化制得。